# ル・ジタン
『ル・ジタン』（原題：Le Gitan）は、1975年に製作されたフランス映画。

## ストーリー
“ジタン”の通り名で呼ばれる犯罪者ユーゴ・セナールは、ジプシーの血を引いているために世間から冷たい仕打ちを受けて生きてきた。3年前、仲間に暴力をふるった村の村長を殺害したために刑務所に収監されていたが、そこで知り合った銀行強盗のジョーと共に脱獄し、その後は彼と共にいくつもの銀行を襲っていた。そんな彼らを追う警察のブロー警視、そして暗黒街の大物であるヤン、男たちの様々な思惑が交差する。

## キャスト
| 役名                      | 俳優                     | 日本語吹替 |
| 役名                      | 俳優                     | 日本テレビ版 |
| ------------------------- | ------------------------ | --- |
| ジタン (ユーゴ・セナール) | アラン・ドロン           | 久富惟晴 |
| ヤン・キュック            | ポール・ムーリス         | 中条静夫 |
| ブロー警視                | マルセル・ボズフィ       | 内田稔 |
| ニニー                    | アニー・ジラルド         | 荒木道子 |
| マルーユ                  | ベルナール・ジロドー     | 徳丸完 |
| ジョー                    | レナート・サルヴァトーリ | 亀井三郎 |
| ジャック・ヘルマン        | モーリス・バリエ         | 千田光男 |
| 不明 その他               |                          | 筈見純 嶋俊介 遠藤征慈 有馬瑞子 宮内幸平 和田啓 峰恵研 西本裕行 千葉耕市 兼本新吾 神谷和夫 石森達幸 秋元羊介 佐久間あい 大久保正信 内海敏彦 坂上忍 |
|                           |                          | |
| 演出                      | 演出                     | 長野武二郎 |
| 翻訳                      | 翻訳                     | 大野隆一 |
| 効果                      | 効果                     | スリー・サウンド |
| 制作                      | 制作                     | コスモプロモーション |
| 解説                      | 解説                     | 水野晴郎 |
| 初回放送                  | 初回放送                 | 1978年10月25日 『水曜ロードショー』 |

※日本語吹替はBD・DVDに収録（ニューライン/ジェネオン発売の旧盤には90分枠放送時の短縮版、アネック発売の新盤には2時間枠放送時の全長版が収録されている）。

## スタッフ
- 監督：ジョゼ・ジョヴァンニ
- 製作：レイモン・ダノン、アラン・ドロン
- 原作：ジョゼ・ジョヴァンニ
- 脚本：ジョゼ・ジョヴァンニ
- 撮影：ジャン＝ジャック・タルベ
- 音楽：クロード・ボリング

## 主な使用車両
- BMW・5シリーズ初代‐ヤンの愛車として登場。ユーゴが逃走に使用。
- カワサキ・KH‐ユーゴが逃走に使用。
- ランチア・ベータベルリーナ‐ジョーが使用。カーチェイスの末破壊。
- ランドローバー・レンジローバー‐警察のパトカーとして登場。
- シトロエン・CX‐ユーゴ一味が使用。

## 日本での興行
アラン・ドロンは日本での人気は高く、1960年の『太陽がいっぱい』以来、映画のヒット率も高かった。1970年代に入ると洋画配給の老舗・東和（現東宝東和）に新興の日本ヘラルド、東映洋画、松竹・富士映画まで加わり、ドロン映画は買い付け競争が激化した。完全な売り手市場になり、一時最低保証9000万円といわれた売値が跳ね上がり『ル・ジタン』の頃には1億8000万円プラス歩合が相場とも、アクション物なら50万ドル、メロドラマなら25万ドルが相場ともいわれ、かつ企画段階で青田買いしなければ獲得できない状況になった。1972年に東映洋画を設立した岡田茂東映社長が、スタート時の洋画ポルノ（洋ピン）買い付けから、一般映画の買い付けを目指し、柱にしようと構想したのがブルース・リーとアラン・ドロンであった。ドロン映画は1974年の『個人生活』をピークに落ち始めていたものの、岡田社長が1975年のカンヌ国際映画祭で『地獄の黙示録』と『ル・ジタン』を買おうとしたが、『地獄の黙示録』は日本ヘラルドが高額で買い付け、『ル・ジタン』だけを50万ドルを越えるドロン映画の最高値で買い付けた。『ル・ジタン』を製作したリラ・フィルムは20世紀フォックスを媒介として東和と密接に繋がっているといわれていたため、東和が当然買い付けると見られ、東映洋画が買い付けるとは誰も想像できず、この逆転劇は業界関係者を驚かせた。東和はブルース・リーの『ドラゴンへの道』『ル・ジタン』と続けて東映に買い付けで負け、「東和」という名前だけでは一プロダクションの印象しかないと海外プロデューサーが強く持ち始めたことで、東和は1975年4月9日の臨時株主総会で「東宝東和」に名称を変更した。
『ル・ジタン』は配給3億2000万円でトントン。東映洋画は『ブーメランのように』（1976年12月日本公開）も買い付け公開したが、1億円の欠損を出し急ブレーキがかかり、岡田社長が「二度とドロンの映画は扱いたくない」と発言し、「もう（ドロン映画は）やめた」とドロン映画の配給から撤退し、東映洋画も洋画買い付け業務が停滞に至った。劇場が空いたため、ここに入って来たのが角川映画や『宇宙戦艦ヤマト』などのアニメーション映画であった。
アラン・ドロンは人気と映画のヒットが結びつかず、1973年に出演したレナウンのダーバンのCMは、同社を株式上場に導いたといわれるほど大ヒットし、来日すると大勢の女性ファンが押し寄せるが、その後もドロン映画は興行が落ち続けた。